# NetBackup
NetBackup — программное обеспечение корпорации Veritas для обеспечения резервного копирования и восстановления данных в средних и крупных гетерогенных сетях.
Поддерживает широкий спектр операционных систем из семейств Linux, UNIX, Solaris и Windows. Для резервного копирования могут быть использованы ленточные, дисковые накопители, виртуальные библиотеки VTL. Поддерживается дедупликация данных.

## История
Продукт разработан в 1987 году компанией Control Data Corporation. В 1993 году подразделение, разрабатывающее продукт, было куплено компанией OpenVision. Компания OpenVision была поглощена корпорацией Veritas в 1997 году. Её, в свою очередь, в 2005 году купила Symantec. В настоящий момент продукт вновь фигурирует под маркой Veritas.
В 2010 году Symantec выпустил очередную версию продукта — NetBackup 7.
В январе 2021 года состоялся релиз новой версии Veritas NetBackup 9.0.

## Архитектура
Система резервного копирования состоит из одного или более серверов резервного копирования (media server), непосредственно осуществляющих управление устройствами резервного копирования и носителями и клиентов на резервируемых серверах. Централизованное управление всеми серверами резервного копирования осуществляется центральным сервером master server.
Серверы резервного копирования могут совместно использовать устройства резервного копирования в среде SAN при активации опции Shared Storage Option.

## Функциональные возможности
В составе продукта имеются агенты для обеспечения резервирования данных следующих систем:
- DB2
- Informix
- Lotus Notes/Lotus Domino
- Microsoft Active Directory
- Microsoft Exchange Server
- Microsoft Office SharePoint Server
- Microsoft SQL Server
- СУБД Oracle
- SAP
- Sybase
- Symantec Enterprise Vault

Среди дополнительных возможностей шифрование данных, восстановление серверов после сбоя на иное аппаратное обеспечение, резервирование виртуальных машин в средах Microsoft Hyper-V и VMWare. Также возможно резервирование данных на пользовательских ПК с использованием опции Desktop and Laptop Option.